# 17910 Munyan
17910 Munyan (1999 FG37) là một tiểu hành tinh vành đai chính được phát hiện ngày 20 tháng 3 năm 1999 bởi nhóm nghiên cứu tiểu hành tinh gần Trái Đất phòng thí nghiệm Lincoln ở Socorro.